# Fratelli di Test
Fratelli di Test è stato un quiz di Rai 1 prodotto da Magnolia Tv e presentato da Carlo Conti. In diretta da Cinecittà, la prima edizione è andata in onda per sei puntate, il sabato sera, dal 13 gennaio al 23 febbraio 2007. Il 18 marzo 2011, in occasione dei 150 anni dell'unità d'Italia, è andata in onda una puntata speciale del quiz.

## Il format
Il programma è l’adattamento italiano del format inglese di successo Test the Nation, il quiz mette alla prova gli italiani per quanto riguarda la preparazione culturale, la conoscenza, il senso di appartenenza al loro Paese. Si tratta di un gioco interattivo, che coinvolge sia il pubblico in studio che da casa: con un semplice sms, i telespettatori possono rispondere alle domande dei 40 test proposti dal sociologo Renato Mannheimer. In studio è pronta a rispondere anche una squadra di vip, di volta in volta diversa. Ad affiancare Carlo Conti, nell'edizione 2007, Alessia Ventura, Nino Frassica e Andrea Agresti.

## Le sei puntate
Questi i temi proposti nelle sei puntate dell'edizione 2007:
- 13 gennaio 2007: Quanto siamo italiani?
- 20 gennaio 2007: Terza media: promossi o bocciati?
- 27 gennaio 2007: Sappiamo vivere sano?
- 3 febbraio 2007: Quanto siamo informati?
- 10 febbraio 2007: Quanto siamo educati?
- 23 febbraio 2007: Il grande test della canzone italiana

Gli ospiti invitati a rispondere alle domande di Conti sono stati:
Prima puntata:
- Dodi Battaglia - musicista, tra l'altro chitarrista dei Pooh
- Armando Pantanelli - portiere di calcio
- Leonardo Pieraccioni - comico e cantautore oltre che attore e conduttore e amico di Conti
- Piero Pelù - cantante, voce dei Litfiba
- Davide Van de Sfroos - cantante e chitarrista (partecipante all'ultimo Festival con il brano Yanez)
- Pippo Baudo - paroliere di poesie e canzoni oltre che presentatore televisivo e radiofonico
- Luciano Ligabue - cantautore e chitarrista
- Michele Cucuzza - conduttore e critico d'arte

Vincitore: Davide Van de Sfroos (cantante)
Seconda puntata:
- Flavio Insinna - attore e conduttore, tra l'altro nel ruolo del capitano Flavio Anceschi nei film Don Matteo e Don Bosco ed ex conduttore di Affari tuoi
- Nek - cantautore
- Federica Pedercini - compositrice di sigle, tra l'altro anche del Tg1
- Patty Pravo - cantautrice
- Povia - cantautore e chitarrista
- Maurizio Costanzo - conduttore, ex politico e giornalista
- Giuliano Ferrara - giornalista
- Pino Daniele - cantante e pianista
- Lorella Landi - conduttrice

Vincitore: Maurizio Costanzo (conduttore e giornalista)
Terza puntata:
- Alexia - cantautrice
- Francesco Renga - cantante
- David Sassoli - giornalista e politico
- Antonello Venditti - cantautore
- Livio Beshir - annunciatore RAI, primo "Signorino buonasera" a dare informazioni sui programmi
- Anna Oxa - cantante
- Ignazio La Russa - ministro della difesa, allora politico
- Mirko Mazzini - pronipote di Garibaldi e fratello di Giuseppe Mazzini
- Simone Casati - esploratore
- Silvia Mezzanotte - voce dei Matia Bazar

Vincitore: Alexia (cantante)
Quarta puntata:
- Lorenzo Cherubini - cantautore
- Ennio Morricone - autore di sigle, fischiettatore, sassofonista jazz e computerista
- Carla Boni - cantautrice
- Maria Jodini - ex voce del Trio Lescano
- Enzo Jannacci - cantautore, medico e sassofonista jazz
- Gianni Morandi - cantante, cantautore, conduttore, autore
- Enrica Bonaccorti - conduttrice e showgirl
- Luca Barbarossa - cantante

 Vincitore: Enzo Jannacci (cantante)
Quinta puntata (gli ospiti sono stati gli stessi della seconda)
Vincitore: Lorella Landi (conduttrice)
Finale:
Nella finale gli ospiti sono ripresi da vecchie puntate e sono:
- Mirko Mazzini - pronipote di Garibaldi e fratello di Mazzini
- Livio Beshir - primo signorino buonasera della RAI
- Flavio Insinna - attore e conduttore
- Luca Barbarossa - cantante
- Ignazio La Russa - politico
- Simone Casati - esploratore

Vincitore: Ignazio La Russa (politico)

## Puntata speciale
Questo il tema proposto nella puntata dell'edizione 2011, in occasione dei festeggiamenti sui 150 dell'unità d'Italia:
- 18 marzo 2011: Quanto siamo italiani?

Fra gli ospiti chiamati a rispondere alle domande di Conti:  Stefania Sandrelli, Daniele Pecci, Nino Frassica, Gabriella Pession, Martina Colombari, Giancarlo Magalli, Piero Mazzocchetti.

## La redazione
Le domande proposte nei test sono ideate e curate da un team di autori di Magnolia Tv: Emanuele Giovannini, Mario D'Amico, Leopoldo Siano, Umberto Sebastiano, Magda Geronimo, Francesco Ricchi, Massimo Manganaro, Elisabetta Costantini, Giulia Arcovito, Valentina Congiunti, Flavio De Giovanni, Alice Giusti, Camilla Guidi, Giulia Guidi, Carolina Martellino, Sara Nicotera, Alessandra Pagliacci, Raffaella Polti, Silvia Tomassetti, Francesca Remorini, Angelo Santoro, Armando Vertorano.